# Ascálafo (guarda de Plutão)
Ascálafo é um personagem da Mitologia Greco-Romana.

## História
Filho de Aqueronte e da ninfa Orfne. Plutão o encarregou da guarda de Prosérpina, nos Infernos. Tendo este testemunhado contra ela, foi metamorfoseado em coruja.  Sob tal forma ficou sob a proteção de Minerva.